# 角屋堅次郎
角屋 堅次郎（かどや けんじろう、1917年（大正6年）3月15日 - 2017年（平成29年）4月7日）は、日本の農林技官、労働運動家、政治家。衆議院議員（11期）。

## 年譜
三重県度会郡豊浜村（現伊勢市豊浜）出身。学歴は宇治山田中学（現三重県立宇治山田高等学校）を卒業。その後三重高等農林学校（現在の三重大学）農業土木学科を卒業し、さらに満洲大同学院を卒業した。
満洲国開拓総局などに勤務。従軍して陸軍中尉で終戦を迎えた。その後、農林省に勤務して、農林技官、全農林中央執行委員長、日本社会党三重県本部委員長などを歴任する。
1955年（昭和30年）2月の第27回衆議院議員総選挙で左派社会党から立候補するが落選。1958年（昭和33年）5月の第28回衆議院議員総選挙では、左右両派が統一された日本社会党より旧三重2区から立候補して初当選した。以降、連続11回当選し、30年以上にわたり、衆議院議員を務めた。
日本社会党内では、国会対策副委員長、中央執行委員、選挙対策委員長、両院議員総会長などを務め、農林水産部会長、農林部長、水産政策委員長も務めた農水族議員である。また、衆議院公害対策並びに環境保全特別委員長、同決算委員長などを務めて、永年勤続議員として衆議院から表彰をされた。
1990年（平成2年）の第39回衆議院議員総選挙には立候補せず、政界を引退した。
2017年（平成29年）4月7日、老衰・腎不全のため死去。100歳没。従三位に叙せられる

## 栄典
1989年（平成元年）11月 - 勲一等旭日大綬章受章。

## その他
- 日中国会議員書画展へ書画を提供している[8]。